# Christopher Drazan
Christopher Drazan est un footballeur international autrichien, né le 2 octobre 1990 à Vienne (Autriche). Il occupe actuellement le poste de milieu dans un club amateur autrichien.

## Biographie

### International
Le 10 octobre 2009, il reçoit sa première sélection en équipe d'Autriche, lors du match Autriche - Lituanie à Tivoli Neu (victoire 2-1). Il entre à la 57e minute à la place de Daniel Beichler.

## Statistiques

### En club
| Saison  | Club          | Pays     | Division   | Championnat | Championnat | Coupes d’Europe | Coupes d’Europe | Coupes d’Europe |
| Saison  | Club          | Pays     | Division   | Matchs      | Buts        | Type            | Matchs          | Buts            |
| ------- | ------------- | -------- | ---------- | ----------- | ----------- | --------------- | --------------- | --------------- |
| 2006-07 | Admira Wacker | Autriche | Erste Liga | 4           | 0           | /               | 0               | 0               |
| 2008-09 | Rapid Vienne  | Autriche | Bundesliga | 19          | 0           | C1              | 1               | 0               |
| 2009-10 | Rapid Vienne  | Autriche | Bundesliga | 30          | 2           | C3              | 10              | 1               |
| 2010-11 | Rapid Vienne  | Autriche | Bundesliga | 23          | 1           | C3              | 8               | 0               |
| 2011-12 | Rapid Vienne  | Autriche | Bundesliga | 31          | 2           | /               | 0               | 0               |
| Total   | Total         | Autriche | Bundesliga | 82          | 5           | /               | 19              | 1               |
| Total   | Total         | Autriche | Erste Liga | 4           | 0           | /               | 0               | 0               |

### En sélection nationale
| Sélection  | Année | Matchs | Buts |
| ---------- | ----- | ------ | ---- |
| Autriche A | 2009  | 1      | 0    |
| Autriche A | 2010  | 1      | 0    |
| Autriche A | 2011  | 1      | 0    |
| Total      | Total | 3      | 0    |